# Laelia omissa
Laelia omissa är en fjärilsart som beskrevs av Holland 1893. Laelia omissa ingår i släktet Laelia och familjen tofsspinnare. Inga underarter finns listade i Catalogue of Life.